# Fadil Vokrristadion
Het Fadil Vokrristadion (Albanees: Stadiumi Fadil Vokrri) is een multifunctioneel stadion in Pristina, de hoofdstad van Kosovo. In het stadion is plaats voor 13.429 toeschouwers. Het stadion werd geopend in 1952.

## Gebruik
Het stadion wordt vooral gebruikt voor voetbalwedstrijden, de voetbalclub KF Pristina maakt gebruik van dit stadion. Tevens vinden er concerten plaats in het stadion. Het Kosovaars voetbalelftal maakt gebruik van dit stadion voor het spelen van internationale wedstrijden. Waaronder op 7 september 2002 de eerste vriendschappelijke wedstrijden tussen Kosovo en Albanië sinds de Kosovo-oorlog.

## Naam
Vanaf de opening tot 2018 werd dit stadion Pristina City Stadium (Albanees: Stadiumi i Qytetit) genoemd. Het stadion werd in 2018, na een renovatie, echter vernoemd naar Fadil Vokrri, hij overleed dat jaar op 9 juni. Vokrri was Kosovaars voetballer en vanaf 2008 ook voorzitter van de Kosovaarse voetbalbond.

## Interlands
Het Kosovaars voetbalelftal speelt haar thuiswedstrijden in dit stadion. Tot 2018 speelde het land enkel vriendschappelijke wedstrijden in het stadion, omdat het stadion niet voldeed aan de UEFA-criteria. Na een renovatie tussen 2016 en 2018 zijn ook officiële wedstrijden, zoals EK- en WK-kwalificatiewedstrijden, in het stadion gespeeld.
| 1                               | 7 september 2014  | Kosovo – Oman               | 1 – 0 | Vriendschappelijk           | 10.700 |
| 2                               | 10 oktober 2015   | Kosovo – Equatoriaal-Guinea | 2 – 0 | Vriendschappelijk           | 6.000  |
| 3                               | 13 november 2015  | Kosovo – Albanië            | 2 – 2 | Vriendschappelijk           | 16.000 |
| Fadil Vokrristadion             |                   |                             |       |                             |        |
| 4                               | 10 september 2018 | Kosovo – Faeröer            | 2 – 0 | UEFA Nations League 2018/19 | 12.677 |
| 5                               | 11 oktober 2018   | Kosovo – Malta              | 3 – 1 | UEFA Nations League 2018/19 | 12.365 |
| 6                               | 20 november 2018  | Kosovo – Azerbeidzjan       | 4 – 0 | UEFA Nations League 2018/19 | 12.532 |
| 7                               | 21 maart 2019     | Kosovo – Denemarken         | 2 – 2 | Vriendschappelijk           | 12.463 |
| 8                               | 25 maart 2019     | Kosovo – Bulgarije          | 1 – 1 | EK 2020 kwalificatie        | 12.580 |
| 9                               | 7 september 2019  | Kosovo – Tsjechië           | 2 – 1 | EK 2020 kwalificatie        | 12.678 |
| 10                              | 10 oktober 2019   | Kosovo – Gibraltar          | 1 – 0 | Vriendschappelijk           | 12.000 |
| 11                              | 14 oktober 2019   | Kosovo – Montenegro         | 2 – 0 | EK 2020 kwalificatie        | 12.494 |
| 12                              | 17 november 2019  | Kosovo – Engeland           | 0 – 4 | EK 2020 kwalificatie        | 12.326 |
| 13                              | 6 september 2020  | Kosovo – Griekenland        | 1 – 2 | UEFA Nations League 2020/21 | 0      |
| 14                              | 11 oktober 2020   | Kosovo – Slovenië           | 0 – 1 | UEFA Nations League 2020/21 | 0      |
| 15                              | 18 november 2020  | Kosovo – Moldavië           | 1 – 0 | UEFA Nations League 2020/21 | 0      |
| 16                              | 24 maart 2021     | Kosovo – Litouwen           | 4 – 0 | Vriendschappelijk           | 0      |
| 17                              | 28 maart 2021     | Kosovo – Zweden             | 0 – 3 | WK 2022 kwalificatie        | 0      |
| 18                              | 1 juni 2021       | Kosovo – San Marino         | 4 – 1 | Vriendschappelijk           | 0      |
| 19                              | 5 september 2021  | Kosovo – Griekenland        | 1 – 1 | WK 2022 kwalificatie        | 1.200  |
| 20                              | 8 september 2021  | Kosovo – Spanje             | 0 – 2 | WK 2022 kwalificatie        | 1.200  |
| 21                              | 12 oktober 2021   | Kosovo – Georgië            | 1 – 2 | WK 2022 kwalificatie        | 3.550  |
| 22                              | 10 november 2021  | Kosovo – Jordanië           | 0 – 2 | Vriendschappelijk           | 1.000  |
| 23                              | 24 maart 2022     | Kosovo – Burkina Faso       | 5 – 0 | Vriendschappelijk           |        |
| 24                              | 5 juni 2022       | Kosovo – Griekenland        | 0 – 1 | UEFA Nations League 2022/23 | 12.300 |
| 25                              | 9 juni 2022       | Kosovo – Noord-Ierland      | 3 – 2 | UEFA Nations League 2022/23 | 11.700 |
| 26                              | 27 september 2022 | Kosovo – Cyprus             | 5 – 1 | UEFA Nations League 2022/23 | 10.400 |
| 27                              | 16 november 2022  | Kosovo – Armenië            | 2 – 2 | Vriendschappelijk           | 2.000  |
| 28                              | 19 november 2022  | Kosovo – Faeröer            | 1 – 1 | Vriendschappelijk           | 2.000  |
| 29                              | 28 maart 2023     | Kosovo – Andorra            | 1 – 1 | EK 2024 kwalificatie        | 12.600 |
| 30                              | 16 juni 2023      | Kosovo – Roemenië           | 0 – 0 | EK 2024 kwalificatie        | 11.000 |
| 31                              | 9 september 2023  | Kosovo – Zwitserland        | 2 – 2 | EK 2024 kwalificatie        | 12.700 |
| 32                              | 12 november 2023  | Kosovo – Israël             | 1 – 0 | EK 2024 kwalificatie        | 5.245  |
| 33                              | 21 november 2023  | Kosovo – Wit-Rusland        | 0 – 1 | EK 2024 kwalificatie        | 5.026  |
| 34                              | 6 september 2024  | Kosovo – Roemenië           | 0 – 3 | UEFA Nations League 2024/25 | 12.872 |
| Bijgewerkt op 17 september 2024 |                   |                             |       |                             |        |